# EID1
El inhibidor de diferenciación 1 de interacción con EP300 (EID1) es una proteína codificada en humanos por el gen EID1.

## Interacciones
La proteína EID1 ha demostrado ser capaz de interaccionar con:
- EP300[2][4]
- Proteína del retinoblastoma[2][4]